# Senegalesische Volleyballnationalmannschaft der Frauen
Die senegalesische Volleyballnationalmannschaft der Frauen ist die Auswahl senegalesischer Volleyballspielerinnen, welche die Fédération Sénégalaise de Volley-Ball (FSVB) auf internationaler Ebene, beispielsweise in Freundschaftsspielen gegen die Auswahlmannschaften anderer nationaler Verbände, aber auch bei internationalen Wettbewerben repräsentiert. 1961 trat der nationale Verband dem Weltverband Fédération Internationale de Volleyball (FIVB) bei. Im August 2012 wurde die Mannschaft auf Rang 27 der Weltrangliste geführt. Damit liegt der Senegal in der afrikanischen Kontinentalrangliste hinter Kenia (Platz 16) und Ägypten (Platz 21) auf dem dritten Rang.

## Internationale Wettbewerbe

### Senegal bei Weltmeisterschaften
Die Mannschaft konnte sich bisher nicht für eine Weltmeisterschaft qualifizieren.

### Senegal bei Olympischen Spielen
Bisher gelang es der Mannschaft nicht, sich für die olympischen Wettbewerbe zu qualifizieren.

### Senegal bei Afrikameisterschaften
Die Mannschaft kann bisher sechs Teilnahmen an der Afrikameisterschaft vorweisen:
| - 1976: nicht qualifiziert - 1985: nicht qualifiziert - 1987: nicht qualifiziert - 1989: nicht qualifiziert - 1991: nicht qualifiziert - 1993: nicht qualifiziert - 1995: nicht qualifiziert - 1997: nicht qualifiziert | - 1999: nicht qualifiziert - 2001: nicht qualifiziert - 2003: 8. Platz - 2005: nicht qualifiziert - 2007: 5. Platz - 2009: 4. Platz - 2011: 4. Platz - 2013: 4. Platz | - 2015: 4. Platz |

### Senegal bei den Afrikaspielen
Senegals Volleyballnationalmannschaft der Frauen nahm bisher mindestens fünf Mal an den Wettbewerben der Afrikaspiele teil; beste Platzierung war dabei der fünfte Rang im Jahr 2011, außerdem erreichte man die Plätze sieben (1999) und elf (2007).

### Senegal beim World Cup
Senegal kann bisher keine Teilnahme am World Cup – dem Qualifikationsturnier für die Olympischen Spiele – vorweisen.

### Senegal beim World Grand Prix
Der World Grand Prix fand bisher ohne senegalesische Beteiligung statt.